# Гейл Ан Хърд
Гейл Ан Хърд е холивудска филмова кинопродуцентка.
Хърд е дъщеря на богат бизнесмен от Лос Анджелис. Израства в Палм Спрингс, Калифорния. Създава своя продуцентска компания през 1982 година, наричайки я Pacific Western Productions.
Продуцира много филми, включително „Терминаторът“ (1984), „Пришълците“ (1986), „Бездната“ (1989), „Армагедон“ (1998), „Терминатор 3“ (2003). Много от тях режисира бившият ѝ съпруг Джеймс Камерън.
Има силен усет към печеливши сценарии, но въпреки успешните филми от 1980-те и 1990-те години има и разочароващи (предимно финансово) като: „Хълк“ (2003), „Наказателят“ (2004), „Æon Flux“ (2005).
Считана е за най-успялата жена-продуцент в историята на киното.

## Частична филмография
- Наказателят (2004)
- Терминатор 3 (2003)
- Хълк (2003)
- Армагедон (1998)
- Върхът на Данте (1997)
- Призрака и Мрака (1996)
- Терминатор 2 (1991)
- Бездната (1989)
- Пришълците (1986)
- Терминаторът (1984)